# Рогожа Петро Михайлович
Петро Михайлович Рогожа (1872 — ?) — селянський депутат Державної думи Російської імперії II скликання від Подільської губернії.

## Біографія

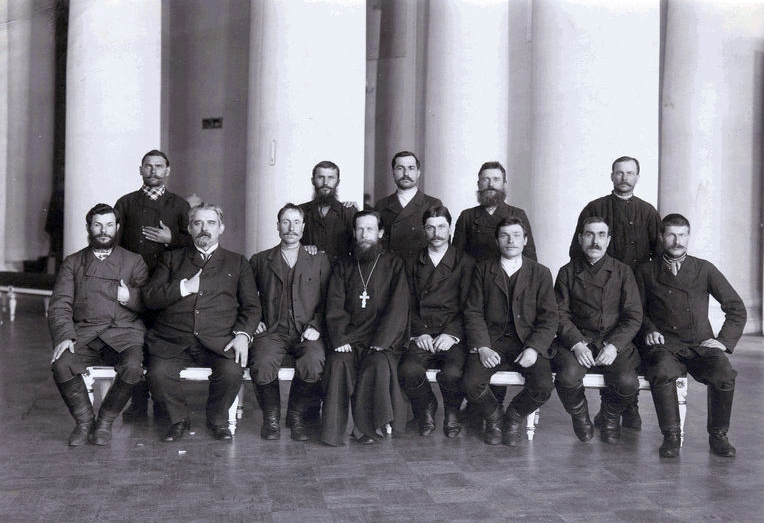
Депутати Державної думи II скликання від Подільської губернії. Стоять: Соловей А.А., Невідомий-1, Невідомий-2, Мороз П.С., Туперко С.Т.; сидять: Семенов А.І., Лісовський В.К., Дидурик А.І., Гриневич А. І., Рогожа П.М., Матвіїв С.К., Зубченко П.С., Дубоніс Т.Ф.

Українець, православний, селянин села Татариски Ново-Ушицького повіту .
Початкову освіту здобув удома, займався землеробством (мав 5 десятин).
У лютому 1907 року був обраний II Державну думу від Подільської губернії. Входив до Трудової групи та фракції Селянського союзу. Член Тимчасового комітету та Ради фракції 1-го складу з 14 березня. 25 травня залишив фракцію та перейшов до Української громади.
Подальша доля невідома.